# Óbudai Társaskör
Az Óbudai Társaskör (ÓTK) Budapest III. kerületében, a Kiskorona u. 7. szám alatt található műemléki épülete művészeti eseményeknek ad otthont: koncertek, zenés irodalmi estek, színházi előadások és kiállítások helyszínéül is szolgál. 1988. október 1-jén nyitotta meg kapuit, s az Óbuda-Békásmegyer Önkormányzat tulajdona.

## Az épület
A óbudai Korona tér, Kiskorona utca, Mókus utca által határolt tömb az Árpád híd tövében található. Három oldalra tekint az Óbudai Társaskör épülete, melynek múltja, mint Óbudáé, a római korig nyúlik vissza. Ezen a középkorban is lakott helyen a 19. században a Koronához és az Oroszlánhoz címzett fogadó és kávéház nyílt. Ma is állnak ezek a falak, amelyeket az 1980-as években Korompay Katalin építész tárt fel, majd rekonstruált.
Az 1988-as átadás óta az Óbudai Társaskör épületét és kertjét koncertek, zenés irodalmi estek, kiállítások megrendezésére használják. A légkondicionált, 218 m2-es Nagyterem 200 fő befogadására alkalmas. A Kamaraterem – elrendezéstől függően – maximum 70 fős rendezvényeknek ad otthont. Egy pince és két emeleti tanfolyamterem ad lehetőségek kisebb csoportok befogadására. A Kisszalon megfelelő helyszíne kiállításoknak, emellett egy kávézó és egy közel 400 m2-es kert is várja az érdeklődőket.

## Zenekarok
A Liszt Ferenc Kamarazenekar és a Budapesti Vonósok mellett fiatal formációk, az Anima Musicae Kamarazenekar és a Qaartsiluni Ensemble is itt tartják próbáikat. Ide kötődik az idén hatvan éves Óbudai Kamarazenekar, valamint a hagyományos ragtime-ot, örökzöldeket és zenei paródiákat modernül ötvöző Budapest Ragtime Band.

## Társművészetek
A zene folyamatos jelenléte inspiráló, az Óbudai Társaskör fő profilját jelentik a klasszikus és kortárs zenei koncertek, valamint a klasszikussal határos könnyebb műfajok: a sanzon, a swing, a szalonzene. A társművészetek találkozása, művészeti szalonok keretében a vers, a próza épp oly otthonos, mint az élő zene a felolvasószínházi esteken.

## Krúdy-negyed
2013-ban Krúdy Gyula halálának 80. és születésének 135. évfordulója tiszteletére az Óbudai Társaskör kezdeményezésére összefogott négy intézmény. Az Óbudai Társaskör, a Magyar Kereskedelmi és Vendéglátóipari Múzeum, a Kéhli Vendéglő, valamint a Mókus Sörkert és Étterem az író utolsó éveinek helyszínein, Krúdy-negyed néven a kulturális mellett gasztronómiai élményt is kínál. Ebben a negyedben kapott otthont az Óbudai Népzenei Iskola.

## Nyár a kertben
A nyári hónapokban az Óbudai Társaskör átriumszerű belső udvarát két hatalmas gesztenyefa árnyas lombja tartja hűsen. A bensőséges hangulatú kertben koncert, opera, színház és felolvasószínház a közvetlenség élményével párosul az Óbudai Nyár társasköri programkínálatában.

## Óbudai Társaskör Galéria
Az Óbudai Társaskör Galériát a főváros ismert, progresszív kiállítóhelyei között tartják számon a kortárs képzőművészet iránt érdeklődők. A tárlatokat műfaji és generációbeli sokszínűség jellemzi.